# Campo de flores
Campo de flores (port. Pole kwiatów) – tom poetycki autorstwa portugalskiego liryka João de Deusa (1830–1896), obejmujący całokształt jego twórczości. Zbiór ten ukazał się w 1893 roku. Edytorską pieczę nad wydaniem Campo de flores sprawował Teófilo Braga, który po śmierci João de Deusa zajął się opublikowaniem również drobnych utworów napisanych prozą i korespondencji poety. Tom Campo de flores liczy około 690 stron. Zalicza się on do najważniejszych książek w historii literatury portugalskiej. Utwory poety zostały ułożone według klucza gatunkowego, toteż rozdziały książki noszą nazwy: Odes e canções, Elegias, Idílios, Cânticos, Fábulas, Sátiras e epigramas, Poemetos, Versões e imitações, Teatro i Aditamento.